# 2646 Abetti
2646 Abetti (1977 EC1) là một tiểu hành tinh vành đai chính được phát hiện ngày 13 tháng 3 năm 1977 bởi Chernykh, N. ở Nauchnyj.